# Fabio Cordi
Fabio Cordi (ur. 5 sierpnia 1988) – włoski snowboardzista, specjalizujący się w konkurencji Snowcross. Jak do tej pory nie startował na Igrzyskach Olimpijskich. Najlepsze wyniki w Pucharze Świata osiągnął w sezonie 2011/2012, kiedy to zajął 181. miejsce w klasyfikacji generalnej, a w klasyfikacji Snowcrossu był 34. W 2019 roku, na mistrzostwach świata w Solitude zajął 32. miejsce.

## Sukcesy

### Mistrzostwa świata
| Miejsce | Dzień    | Rok  | Miejscowość | Konkurencja | Zwycięzca      |
| ------- | -------- | ---- | ----------- | ----------- | -------------- |
| 32.     | 1 lutego | 2019 | Solitude    | Snowcross   | Mick Dierdorff |

### Puchar Świata

#### Miejsca w klasyfikacji generalnej
- 2007/2008 - 296.
- 2010/2011 - 86.
- 2011/2012 - 181.
- 2012/2013 - 158.
- 2013/2014 -

#### Zwycięstwa w zawodach
1. Veysonnaz – 11 marca 2014 – (snowboardcross)